# Alan Beardon
Alan Frank Beardon (16 de abril de 1940) é um matemático britânico.
Beardon obteve o doutorado em 1964, orientado por Walter Hayman no Imperial College London. Foi professor na Universidade de Cambridge.

## Obras
- Creative Mathematics – a gateway to research, Cambridge University Press, 2009
- Algebra and Geometry, Cambridge University Press, 2005
- Iteration of rational functions. Complex analytic dynamical systems, Graduate Texts in Mathematics, Springer Verlag, 1991
- Limits: a new approach to real analysis, Undergraduate Texts in Mathematics, Springer Verlag, 1997
- Complex analysis: the argument principle in analysis and topology, Wiley, 1979
- The geometry of discrete groups, Graduate Texts in Mathematics, Springer Verlag, 1983, 1995
- A primer on Riemann Surfaces, Cambridge University Press, 1984